# 齊氏小條鰍
齊氏小條鰍（學名：Micronemacheilus zispi）為輻鰭魚綱鯉形目條鰍科小條鰍屬的其中一種，分布於亞洲中國海南省淡水流域，本魚體延長，有乳頭狀的嘴唇，緊密的鼻孔，體側面有一條縱向的黑褐色鋸齒帶，魚鰭透明，背鰭軟條10枚、臀鰭軟條5枚，體長可達7公分，棲息在河川底層水域，生活習性不明。

## 扩展阅读
維基物種上的相關：齊氏小條鰍